# Борго Кастели (Анкона)
Борго Кастели је насеље у Италији у округу Анкона, региону Марке.
Према процени из 2011. у насељу је живело 22 становника. Насеље се налази на надморској висини од 71 м.